# Benetutti
Benetutti là một đô thị ở tỉnh Sassari trong vùng Sardinia, có khoảng cách khoảng 140 km về phía bắc của Cagliari và cách khoảng 60 km southvề phía đông của Sassari. Tại thời điểm ngày 31 tháng 12 năm 2004, đô thị này có dân số 2.128 người và diện tích là 94.4 km².